# رأس‌الجبل (تونس)
رأس‌الجبل (به عربی: رأس الجبل) یک منطقهٔ مسکونی در تونس است که در استان بنزرت واقع شده‌است. رأس‌الجبل ۴۸٬۳۵۲ نفر جمعیت دارد.